# HD58585
HD58585 — хімічно пекулярна зоря спектрального класу A7, що має видиму зоряну величину в смузі V приблизно  6,0.
Вона  розташована на відстані близько 3166,6 світлових років від Сонця.

## Фізичні характеристики
Зоря HD58585 обертається 
порівняно повільно 
навколо своєї осі. Проєкція її екваторіальної швидкості на промінь зору становить  Vsin(i)= 21км/сек.